# Brooke Ashley
Brooke Ashley, pseudonimo di Anne Marie Ballowe (Daegu, 5 maggio 1973), è un'ex attrice pornografica sudcoreana con cittadinanza statunitense, conosciuta soprattutto per la sua performance nella pellicola del 1995 It Was Him or Us.

## Biografia
Nata a Daegu in una base aerea americana nella Corea del Sud, è figlia di un militare statunitense e di un'infermiera sudcoreana. I suoi genitori si trasferirono negli Stati Uniti presso Kansas City, ma qualche tempo dopo divorziarono. A 7 anni, la custodia di Anne Marie venne affidata al suo zio materno. All'età di 16 anni, suo zio fu arrestato, condannato e mandato in prigione per riciclaggio di denaro. Dopo aver conseguito il diploma presso la Rock Bridge Senior High School a Columbia nel 1990, Anne Marie si trasferì in Florida e per guadagnarsi da vivere divenne una spogliarellista. Successivamente si spostò a Los Angeles dove si iscrisse all'UCLA con l'intento di laurearsi in Scienze sociali. Durante gli studi, decise di entrare nel business del porno nel dicembre del 1991 sotto il nome di Fantasia, all'età di 18 anni.
Il 22 marzo 1998 è apparsa in un episodio sulla MTV del programma True Life, un documentario sull'industria pornografica.
Ha abbandonato l'industria della pornografia dopo aver scoperto, il 29 marzo 1998, di essere risultata positiva al test HIV. Lei sostiene di essere stata infettata da Marc Wallice sul set del film The World's Biggest Anal Gangbang nel quale ha battuto il record mondiale di penetrazioni anali con più partner allo stesso tempo (50 persone). (Tale record fu battuto nel 2004 da Victoria Givens)
Il 20 luglio 2005 ritornò nell'industria pornografica in Dirty Debutantes 328, diretta da Ed Powers. Girò le scene di sesso con il suo fidanzato Eddie Wood, anch'egli positivo al test HIV.

## Filmografia
- America's Raunchiest Home Videos 17 (1992)
- America's Raunchiest Home Videos 19 (1992)
- Anal Adventures of Max Hardcore: Adventures in Shopping (1992)
- Anal Analysis (II) (1992)
- Anal Cuties of Chinatown 1 (1992)
- Anal Cuties of Chinatown 2 (1992)
- Anal Cuties of Chinatown 3 (1992)
- Anal Lover (1992)
- Assford Wives (1992)
- Committed (1992)
- Curious (1992)
- Dial-a-nurse (1992)
- Disoriented (1992)
- Double Crossings (1992)
- Enema 8 (1992)
- Feather Mates (1992)
- Flood Control (1992)
- Fortune Cookie (1992)
- Hard As A Rock (1992)
- Hillary Vamp's Private Collection 31 (1992)
- Hits And Misess (1992)
- Hooked (1992)
- Inside Job (1992)
- Jack The Stripper (1992)
- Midnight Fantasies 1 (1992)
- Never Never Land (1992)
- Perks (1992)
- Portrait of Lust (1992)
- Romancing The Butt (1992)
- See Thru (1992)
- Sex Trek 3 (1992)
- Spanish Fly (1992)
- Taboo 10 (1992)
- Tori Welles Goes Behind the Scenes (1992)
- Two Women (1992)
- Victoria's Secret Life (1992)
- With the Devil in Her Rear (1992)
- Amateur Lesbians 43 (1993)
- Anal Vision 18 (1993)
- Asian Heat 2: Satin Angels (1993)
- Big Murray's Newcummers 22 (1993)
- Bitches in Heat (1993)
- Buffy Malibu's Nasty Girls 5 (1993)
- Egg Foo Kitty Yung (1993)
- Geisha's Secret (1993)
- Girl's Affair 2 (1993)
- House of the Rising Sun (1993)
- House of the Rising Sun (II) (1993)
- Nasty Cracks (1993)
- Oriental Anal Sluts (1993)
- Sweet Target (1993)
- Tickling 5 (1993)
- Voices In My Bed (1993)
- Anal Vision 23 (1994)
- Best of Oriental Anal 1 (1994)
- Best of the Anal Adventures of Max Hardcore 1 (1994)
- Brassiere To Eternity (1994)
- Cherry Poppers 2 (1994)
- Double Penetration Virgins 3: Club DP (1994)
- Dungeon Dykes 2 (1994)
- First Time Lesbians 14 (1994)
- More Dirty Debutantes 28 (1994)
- Naughty Nicole (1994)
- Sabrina Starlet (1994)
- Sexual Trilogy 5 (1994)
- Special Delivery (1994)
- Sweet Cheeks 110 (1994)
- Asian Fuck Sluts 2 (1995)
- Burma Road 1 (1995)
- Burma Road 2 (1995)
- Leg Ends 15 (1995)
- Overtime: More Oral Hijinx (1995)
- Asian Pussyman Auditions 1 (1996)
- Asses Galore 4: Extreme Noise Terror (1996)
- Dirty Video 1 (1996)
- Dr. Peter Proctor's House of Anal Delights (1996)
- Forbidden Sex of the Kama Sutra (1996)
- Gutter Mouths 1 (1996)
- Her Name is Asia (1996)
- N.Y. Video Magazine 9 (1996)
- Odyssey Group Volume 617 (1996)
- Over 18 Video Magazine 1 (1996)
- Perverted Stories 9: Totally Outrageous (1996)
- Pickup Lines 7 (1996)
- Pickup Lines 9 (1996)
- Puritan Magazine 2 (1996)
- Puritan Magazine 5 (1996)
- Rice Burners (1996)
- Seduction of Sabrina (1996)
- Shocking Truth 2 (1996)
- Showtime (1996)
- Up Your Ass 2 (1996)
- Video Adventures of Peeping Tom 3 (1996)
- YA 5 (1996)
- YA 6 (1996)
- Yin Yang Oriental Love Bang 3: Bangkok Dreams (1996)
- You Assed For It (1996)
- Adventures of Max the Naughty Dog (1997)
- American Dream Girls 21 (1997)
- Assy 3 (1997)
- Assy 5 (1997)
- Black Safari (1997)
- Booty Bang 7 (1997)
- Bootylicious 16: Asian Invasion (1997)
- College Maidens 1 (1997)
- Coochies Under Fire 4 (1997)
- Deep Inside Mrs. Moto (1997)
- Dirty Video Magazine 1 (1997)
- Drop Zone (1997)
- Fuck My Dirty Shit Hole (1997)
- Gang Bang Angels 2 (1997)
- Ginger's Island 2 (1997)
- Gutter Mouths 3 (1997)
- Haiku (1997)
- Head Hunter (1997)
- High School Reunion (1997)
- Isis Blue (1997)
- Mila's Fuck Sluts (1997)
- Miscreants (1997)
- MZTV Gyrations (1997)
- Naked Outdoors 3 (1997)
- Naughty Ninja (1997)
- News 69 (1997)
- One Way Ticket (1997)
- Over 18 Video Magazine 3 (1997)
- Perverted Stories 13: Absolute Perversion (1997)
- Perverted Stories 14: Reality Check (1997)
- Pickup Lines 12 (1997)
- Pickup Lines 17 (1997)
- Ports Of Pleasure (1997)
- Private Gold 21: Hawaiian Ecstasy (1997)
- Puritan Magazine 12 (1997)
- Puritan Magazine 14 (1997)
- Rainwoman 11 (1997)
- Return of the Meatman (1997)
- San Francisco 69'ers (1997)
- Shameless Hussies (1997)
- She's My Little Fortune Nookie (1997)
- Smoke Me (1997)
- Solo Adventures 3 (1997)
- Taming of the Screw (1997)
- Thai Me Up (1997)
- Thirty One Girl Pickup (1997)
- Triple X 27 (1997)
- Ultimate Swimming Pool Orgy 2 (1997)
- Up Your Ass 5 (1997)
- Video Adventures of Peeping Tom 5 (1997)
- Violation of Brooke Ashley (1997)
- Violation of Jill Kelly (1997)
- Women in Black 1 (1997)
- World's Luckiest Man (1997)
- 100% Amateur 49 (1998)
- Blowjob Adventures of Dr. Fellatio 5 (1998)
- Chasin Pink 3 (1998)
- Dirty Dirty Debutantes 15 (1998)
- Fluff Whores 1 (1998)
- Fluff Whores 2 (1998)
- Fortune Cookie Nookie (1998)
- Girls Next Door 5 (1998)
- Hot Seats (1998)
- Interracial Fellatio 1 (1998)
- Kittens 10 (1998)
- Kobe's Tie (1998)
- Late Night Sex with Jonathan Morgan (1998)
- Late Night Sex with Jonathon Morgan: Starring Farrah (1998)
- My Boyfriend Likes to Watch 1 (1998)
- My Favorite Whore 2 (1998)
- Puritan Magazine 20 (1998)
- Rude Girls 1 (1998)
- Skirts And Flirts 5 (1998)
- Slope On A Rope (1998)
- Sodomania 23 (1998)
- Stay Hard (1998)
- Venom 9 (1998)
- Where the Girls Are (1998)
- Whoriental (1998)
- World's Biggest Anal Gang Bang (1998)
- American Bukkake 1 (1999)
- Different Strokes 1: Drool Job Planet (1999)
- Doc's Best Pops 1 (1999)
- Gang Bang (1999)
- Promotions Company 1560: Kendra (1999)
- I Luv Asians 11 (2000)
- Kinky Underground (2000)
- My First Porno (2000)
- Gang Bang Angels Slopshots (2001)
- Private Life of Silvia Saint (2001)
- Breast To Breast (2002)
- Monster Facials 2 (2003)
- Cream of the Cock (2004)
- Dani Woodward and Friends (2005)
- More Dirty Debutantes 328 (2005)
- Muy Caliente (2005)
- Ass Kissers 3 (2007)
- Largest Dicks Ever - Massive Members (2008)
- Homemade Amateurs 15 (2012)